# Rosengarten (Baixa Saxônia)
Rosengarten é um município da Alemanha localizado no distrito de Harburg, estado de Baixa Saxônia.